# Michael Hooper
Michael Hooper (Sídney, 29 de octubre de 1991) es un jugador australiano de rugby que se desempeña como Ala. Juega para el Toyota Verblitz en la Japan Rugby League One. Hizo su debut en el Super Rugby durante la temporada 2010 del Super 14 contra los Chiefs en Canberra.

## Carrera Junior
Hooper representó a Australia en el Campeonato Mundial Juvenil 2011. Alternó su capitanía y resultó elegido Jugador del torneo.
Cuando Michael Hooper debutó en Brumbies en 2010, como sustituto del lesionado George Smith, era la primera vez que Smith se ausentaba de un juego después de 60 apariciones y la segunda vez que no afrontaba para los Brumbies desde su debut en 2000.
Después de una gran temporada para los Brumbies en 2012, fue contratado por el New South Wales Waratahs con el que comenzó a jugar en la temporada 2012-2013. Fue un año destacado para Hooper, con premios como el de Mejor delantero de rugby de Australia, Novato del año y se colocó tercero por la medalla John Eales después de jugar apenas la mitad de los juegos necesarios para la votación.
Ese año es nominado por la IRB  como mejor jugador del año 2012, galardón que iría a parar a Dan Carter
En 2013, Hooper jugó todos los partidos Waratahs Super Rugby de la temporada y ganó el Premio de los superquince mejores jugadores del año de rugby australiano, así como el Jugador Waratahs del año. 
El 1 de marzo de 2014 Hooper fue nombrado capitán de choque contra los Rojos de Queensland después que el líder habitual, Dave Dennis, fue descartado debido a una lesión tras el primer partido de aquella temporada en contra de la Fuerza Occidental. Lideró a los Waratahs a su victoria por 32-5 sobre los Rojos en el ANZ Stadium. Luego pasó a jugar todos los juegos restantes en la temporada de los Waratahs de 2014, en el que tuvo grandes actuaciones cada juego, incluyendo la gran final contra los cruzados (unión del rugby).

## Carrera internacional
El 5 de junio de 2012, Hooper hizo su debut internacional con los Wallabies, saliendo de la banca en el minuto 65 ante Escocia en Newcastle. A raíz de una lesión en la rodilla del ala regular y capitán David Pocock, Hooper inició en todos los partidos de prueba hasta que el último partido de Primavera-Tour (y último partido de los Wallabies de Nathan Sharpe) contra Gales en Cardiff, donde comenzó desde el banquillo para hacer vías para David Pocock. Hooper ganó el Premio al Novato del año de los Wallabies en el evento anual Medalla John Eales.
En 2013, cuando David Pocock sufrió una lesión en la rodilla al final de la temporada; Hooper jugó en todos los juegos de los Wallabies y tuvo un año excepcional, que le mereció la Medalla John Eales al "Wallabies del año".
En 2014, David Pocock volvió a sufrir otra lesión en la rodilla de final de temporada y en el segundo año de Ewen McKenzie a cargo como entrenador de los Wallabies , McKenzie nombró a Hooper como vice capitán de los Wallabies con su compañero de equipo en los Waratahs Adam Ashley - Cooper y su excompañero de equipo Brumbies Stephen Moore fue nombrado como capitán de los Wallabies para la prueba de tres series de junio de 2014 contra Francia.  Sin embargo, cuando el capitán Stephen Moore abandonó el campo con una lesión en la rodilla en el minuto 5, Hooper se hizo cargo de la capitanía por el resto del juego y anotó un try en el primer tiempo realizando un brillante desempeño contra los franceses, que cayeron por 50-23, en el Suncorp Stadium. Fue uno de los mejores jugadores del campo durante el juego. 
Tras sufrir Stephen Moore una herida, Hooper lo sustituyó como "capitán de los Wallabies" por el resto de la temporada, lo que significó que se convirtió en el 82.º capitán de los Wallabies y en el jugador más joven (22 años de edad) después de Ken Catchpole (21 años) que lo consiguió en 1961.
En 2015 Hooper y los wallabies se proclaman campeones de Rugby Championship 2015 al derrotar a los All Blacks por 27-19 en el Estadio ANZ de Sídney
Es seleccionado para formar parte de la selección australiana que participa en la Copa Mundial de Rugby de 2015. En el partido de cuartos de final, en el que Australia derrotó a Escocia 35-34 en el estadio de Twickenham, Hooper anotó un ensayo.
Hooper fue uno de los jugadores destacados del su selección lo que le valió para ser nominado por la IRB como mejor jugador del mundo en 2015

## Palmarés y distinciones notables
- Nominado a mejor jugador de rugby del año en 2012
- Nominado a mejor jugador de rugby del año en 2015
- Capitán de la Selección de rugby de Australia (2017-presente)[8]